# 벨벳벨리랜턴상어
벨벳벨리랜턴상어(Etmopterus spinax) 혹은 간단히 벨벳벨리(velvet belly)는 돔발상어목 가시줄상어과에 속하는 랜턴상어의 하나이다. 북동부 대서양에 사는 심해상어 중 하나로, 아이슬란드, 노르웨이부터 가봉, 남아프리카 공화국에 이르는 바다 20–2,490m에서 발견된다.